# Reinier Frederik van Raders

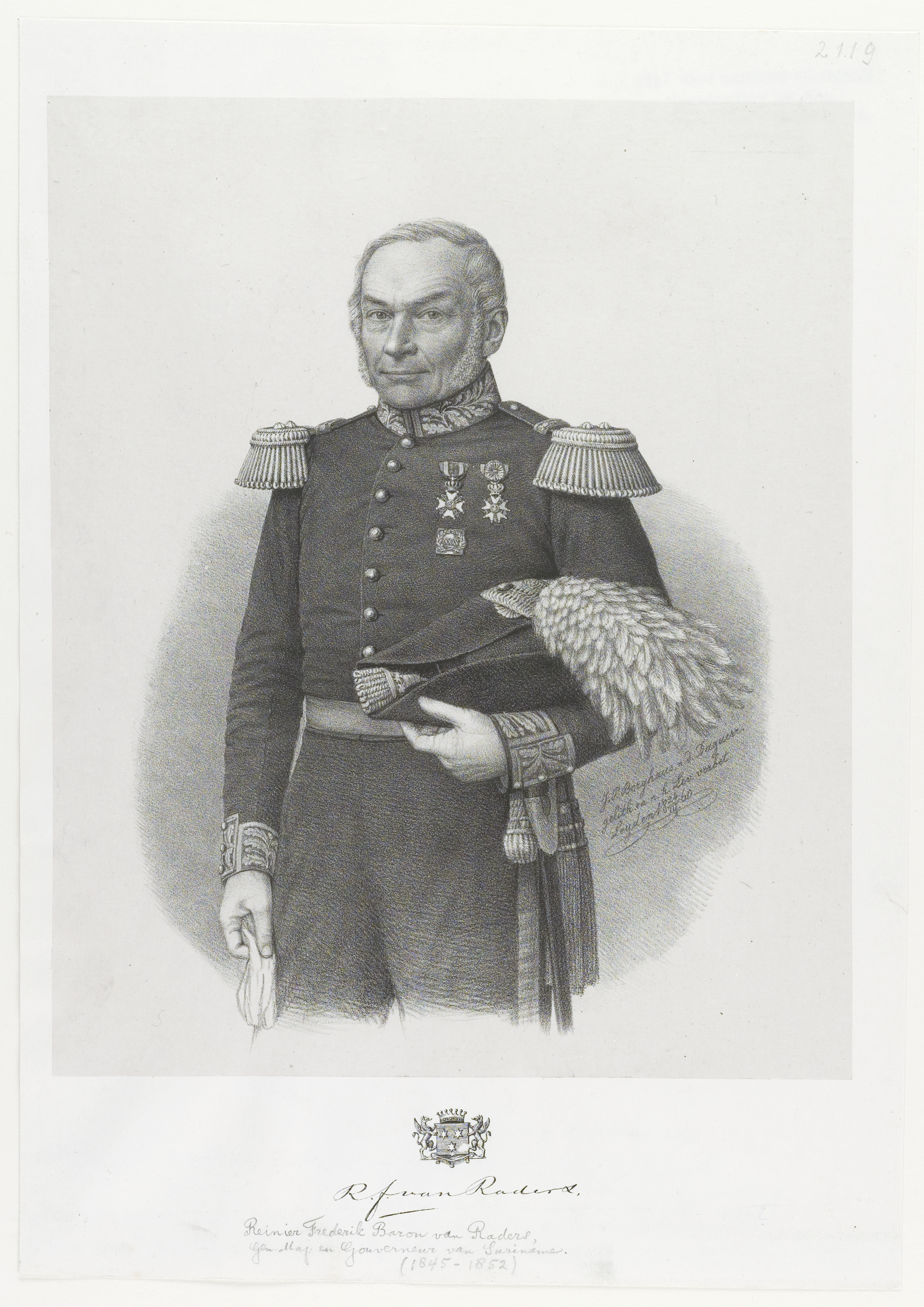
R.F. baron van Raders

Reinier Frederik baron van Raders (Doesburg, 22 oktober 1794 - Den Haag, 14 november 1868) was een Nederlands koloniaal bewindsman.
Van Raders trad op elfjarige leeftijd als stuurmansleerling in 's lands dienst; kort daarna bij de landmacht overgeplaatst, werd hij naar Sint Maarten gedetacheerd en op 24 april 1810 aangesteld tot 2e luitenant bij het 8e bataljon Jagers aldaar. Krijgsgevangen gemaakt bleef hij tot december 1813 in Engeland, keerde daarna naar Nederland terug, werd in 1814 tot 1e luitenant, in hetzelfde jaar tot kapitein bij het 11e bataljon Jagers bevorderd en trok als zodanig met het overwinnend leger mee naar Frankrijk.
In november 1815 naar Curaçao vertrokken werd hij achtereenvolgens aangesteld, in september 1821 tot kapitein-adjudant van de gouverneur van Curaçao, in juni 1826 tot majoor, in maart 1828 tot commandant der troepen op Curaçao, in januari 1836 tot gezaghebber a.i. en in december 1836 tot gezaghebber effectief van Curaçao en Onderhorigheden. Hier ijverde hij in het bijzonder voor de verbetering van de landbouw, waartoe hij ook nieuwe cultuurplanten invoerde. Als een bewijs van de goedkeuring van koning Willem II van zijn ijverige pogingen tot verbetering van de toestand van de eilanden, werd hem bij Koninklijk Besluit van 10 december 1843 no. 66 de titulaire rang van kolonel toegekend.
Bij K.B. van 21 april 1845 no. 38 tot gouverneur van Suriname benoemd, onderscheidde hij zich ook daar als een bekwaam en voortvarend bewindsman. Genoemd mogen worden zijn pogingen om bij de vrije inheemse bevolking de afkeer van de landbouwarbeid te overwinnen. Onder zijn bestuur werd bij publicatie van 6 mei 1851 het nieuwe slavenreglement afgekondigd, dat enige verbetering in het lot van de slaven bracht.
Ook de afkondiging van het K.B. waarbij de handel en scheepvaart op de kolonie voor alle volken werden opengesteld had onder zijn bestuur plaats. Verwikkelingen tussen de Oostenrijkse en de Nederlandse regering over de publieke verkoop in Suriname van het Oostenrijkse schip Venezia als onbeheerd, omdat de kapitein en enige matrozen aan de gele koorts waren overleden en de overige bemanning het schip verlaten had, waren er de aanleiding voor dat bij K.B. van 29 december 1851 no. 1 aan Van Raders ongevraagd eervol ontslag werd verleend.
Van Raders verloor in 1852 de rechtszaak die zijn slavin Virginie Gameren tegen hem had aangespannen. Na een lange procesgang werden Gameren en haar twee dochters door het gerechtshof vrijverklaard.
In Nederland teruggekeerd bleef hij zijn aandacht aan de kolonie wijden, waarvan zijn vele geschriften onder meer over Europese kolonisatie en over de afschaffing van de slavernij getuigen. Hij maakte ook deel uit van de staatscommissie bij K.B. van 29 november 1853 no. 66 benoemd tot het voorstellen van maatregelen ten aanzien van de slaven in de Nederlandse koloniën.

## Persoonlijk
Reinier Frederik van Raders werd geboren op 22 oktober 1794 als zoon van Jan Ernst van Raders (1737-1825), vice-admiraal en Maria Johanna Krieger (1764-1837). In 1835 werd de familie ingelijfd in de Nederlandse adel. Hij huwde de Curaçaose Elisabeth van der Meulen en samen kregen ze vijf zonen en drie dochters. De familie woonde in het Landhuis Habaai, voorheen "plantage Welgelegen", die Van Raders na de dood van zijn schoonvader, Jan Hero van der Meulen, erfde. Van Raders heeft het landhuis gedeeltelijk herbouwd. Op het terrein bevinden zich drie familiegraven: zijn laatste zoon Constantijn (1836), zijn echtgenote Elisabeth (1796-1841) en zijn schoonvader Jan Hero van der Meulen (1759-1820). Zijn broer, Willem Johan Leendert van Raders, was gezaghebber van Sint Eustatius van 1928 tot 1936. Van Raders was de schoonvader van Willem Hendrik Johan van Idsinga, die met zijn dochter Emmeline trouwde en gezaghebber was van Sint Eustatius (1854-1860) en Sint Maarten (1860-1865) en gouverneur van Suriname.(1867-1873).
- Biografisch Portaal: 45635261
- Digitale Bibliotheek voor de Nederlandse Letteren: rade023
- Gemeinsame Normdatei: 140250301
- International Standard Name Identifier: 0000 0000 7696 6523
- Library of Congress Control Number: n2010007856
- Nederlandse Thesaurus van Auteursnamen: 070264236
- Parlement.com: vg09lmg5pjzr
- Virtual International Authority File: 103787678
- WorldCat: E39PBJf4hwdgBctpPf96TJyWXd